# Heterodontiformes
Los Heterodontiformes son un orden de elasmobranquios selacimorfos, conocidos vulgarmente como tiburones cornudos o suños. Incluye una sola familia con un solo género actual, Heterodontus, compuesto de nueve especies, entre las que destaca el suño cornudo (Heterodontus francisci).

## Características
Los heterodontiformes son de pequeño tamaño, 165 cm de longitud como máximo. Poseen dos aletas dorsales, cada una provista de una espina; aleta anal presente. Tienen cinco hendiduras branquiales y los espiráculos son pequeños. Los ojos carecen de membrana nictitante. Los nostrilos están conectados con la boca por un profundo surco. Los dientes anteriores son pequeños y cuspidados y los posteriores anchos y molariformes. Morro muy corto y redondeado

## Historia natural
Estos tiburones habitan por lo regular entre los 2 y los 150 metros de profundidad. Habita en arrecifes, bosques de algas, rocas y cavernas. La mayoría son nocturnos permaneciendo poco activos durante el día. Se alimentan en el fondo. Son agresivos, ya que pueden morder si se les agrede. Son ovíparos; los huevos están envueltos en una gran funda espiral. El macho muerde a la hembra hasta que esta lo acepta.

## Distribución
En aguas templadas y cálidas del Océano Índico y oeste del Pacífico; ausente en el Atlántico.

## Taxonomía
Los heterodontiformes incluyen solo una familia, Heterodontidae, con tres géneros extintos y solo uno actual:
- Paracestracion †
- Pseudoheterodontus †
- Strongyliscus †
- Heterodontus

### Especies actuales
Los heterodontiformes incluyen diez especies actuales, todas en el género Heterodontus:
- Heterodontus francisci Girard, 1855 - suño cornudo.
- Heterodontus galeatus Günther, 1870 - tiburón cornudo de cresta.
- Heterodontus japonicus Miklouho-Maclay y Macleay, 1884 - tiburón cornudo japonés.
- Heterodontus marshallae White, Mollen, O’Neill, Yang & Naylor, 2023[4] - Tiburón cornudo pintado.
- Heterodontus mexicanus Taylor & Castro-Aguirre, 1972[5] - suño cornudo mexicano.
- Heterodontus omanensis Baldwin, 2005[6] - tiburón cornudo de Omán.
- Heterodontus portusjacksoni Meyer, 1793 - tiburón de Port Jackson.
- Heterodontus quoyi Fréminville, 1840 - tiburón cornudo de las Galápagos.
- Heterodontus ramalheira Smith, 1949[7] - tiburón cornudo africano.
- Heterodontus zebra Gray, 1831 - tiburón cornudo cebra.